# Cyphostemma sarcospathulum
Cyphostemma sarcospathulum är en vinväxtart som först beskrevs av Emilio Chiovenda, och fick sitt nu gällande namn av Descoings. Cyphostemma sarcospathulum ingår i släktet Cyphostemma och familjen vinväxter. Inga underarter finns listade i Catalogue of Life.